# Калькарська АЕС
Калькарська атомна електростанція (нім. Kernkraftwerk Kalkar, також відома як SNR-300 від нім. Schneller Natriumgekühlter Reaktor, тобто швидкий реактор охолоджувальний натрієм, який належить до типу реакторів-розмножувачів) — колишня атомна електростанція в місті Калькар, на Нижньому Рейні в Німеччині. Будівництво АЕС було завершено в 1985 році, однак вона так ніколи і не експлуатувалася. Через сумніви у відповідності вимогам техніки безпеки та через політичні міркування проект був зупинений у 1991 році. Калькарська АЕС стала одним з найбільших у Німеччині незавершених капітальних будівництв через величезні кошти витрачені на будівництво (близько 7 мільярдів DM або 3,6 мільярдів Євро) та на наступне утримання в робочому стані через можливий запуск пізніше. Найвищі елементи споруди мали 93 метра. Виробником була фірма Interatom GmbH.

## Дані енергоблоку
АЕС мала мати один енергоблок:
| Енергоблок | Тип реактору | Нетто- потужність | Брутто- потужність | Початок будівництва | Припинення будівництва |
| ---------- | ------------ | ----------------- | ------------------ | ------------------- | ---------------------- |
| Kalkar     | SNR-300      | 295 МВт           | 327 МВт            | 23 квітня 1973 року | 20 березня 1991 року   |